# Ottokar al III-lea de Stiria

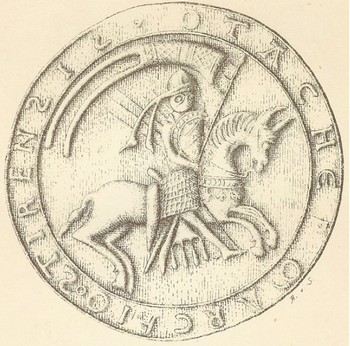

Ottokar al III-lea (n. 1124 – d. 31 decembrie 1164), membru al familiei Otakarilor, a fost margraf de Stiria de la 1129 până la moarte.
Ottokar era fiul margrafului Leopold "cel Puternic". Soția sa a fost Cunigunda de Chamb-Vohburg.
De la ramura de Marburg a familiei conților de Sponheim, Ottokar a moștenit părți din Stiria Inferioară dintre văile râurilor Drava și Sava din ceea ce astăzi aparține statului Slovenia. De la unchiul său, ultimul conte de Formbach, a preluat Comitatul de Pitten în 1158 (astăzi în Austria Inferioară). Pentru a stabili o mai bună comunicare cu acest teritoriu, el a adus îmbunătățiri drumurilor de peste Semmering. De asemenea, a edificat un spital la Spital am Semmering în 1160 și a dus la bun sfârșit colonizarea regiunii din jurul râurilor Traisen și Gölsen.
Ottokar a exercitat patronajul asupra resurselor naturale ale posesiunilor sale, a extins stăpânirea teritorială și a emis propriile sale monede. El este totodată întemeietorul mănăstirii augustiniene a abației de Vorau și a fondat și susținut mănăstirea cartuziană de Seitz.
Participant la Cruciada a doua, el a adus cu sine în Stiria meșteșugari din Bizanț.
Ottokar a fost înmormântat în mănăstirea din Seitz, însă corpul i-a fost ulterior transferat în abația de la Rein, de asemenea în Stiria.